# San Francisco de Ojuera
San Francisco de Ojuera est une municipalité du Honduras, située dans le département de Santa Bárbara. Elle comprend 13 villages et 48 hameaux.

## Source de la traduction
- (en) Cet article est partiellement ou en totalité issu de l’article de Wikipédia en anglais intitulé « San Francisco de Ojuera » (voir la liste des auteurs).